# Classe Samarth

La classe Samarth  est une série de onze patrouilleurs  construite au chantier naval de Goa (GSL) pour la Garde côtière indienne (ICG). La construction de la classe Samarth a été motivée par le désir de tripler les actifs de la Garde côtière à la suite des attentats de 2008 à Bombay. Ils sont une amélioration par rapport à la classe Sankalp précédente, avec des moteurs plus puissants. Les navires sont construits en deux lots : un lot de six unités commandées en mai 2012 qui a été achevé en décembre 2017 et un lot de cinq unités commandées en août 2016.

## Historique
À la suite des attentats de Mumbai en 2008, le gouvernement indien a lancé un programme visant à tripler la force, les ressources et l'infrastructure de la Garde côtière indienne. Par la suite, conformément à celui-ci, une «demande d'informations» pour l'acquisition de six navires de patrouille offshore a été lancée par le ministère de la Défense le 1er avril 2010. Les caractéristiques comprennent un système de pont intégré, un système de contrôle des machines intégré, un système de gestion de l'alimentation et un système d'extinction d'incendie externe haute puissance. Ils sont conçus pour transporter un hélicoptère léger bimoteur et cinq bateaux à grande vitesse pour des opérations d'embarquement rapides, de recherche et sauvetage, d'application de la loi et de patrouille maritime. La classe est également capable de transporter des équipements de lutte contre la pollution pour lutter contre la contamination des marées noires en mer.

## Unités
| Nom          | N° coque | Port d'attache  | Lancement        | Mis en service   |
| ------------ | -------- | --------------- | ---------------- | ---------------- |
| ICGS Samarth | 11       | Goa             | 24 novembre 2014 | 10 novembre 2015 |
| ICGS Shoor   | 12       | Mangalore       | 21 mars 2015     | 11 avril 2016    |
| ICGS Sarathi | 14       | Kochi           | 24 avril 2015    | 9 septembre 2016 |
| ICGS Shaunak | 15       | Visakhapatnam   | 28 novembre 2015 | 21 février 2017  |
| ICGS Shaurya | 16       | Chennai         | 5 mai 2016       | 12 août 2017     |
| ICGS Sujay   | 17       | Port de Paradip | 30 novembre 2016 | 21 décembre 2017 |
| ICGS Sachet  | 18       |                 | 21 février 2019  | 15 mai 2020      |
| ICGS Sujeet  | 19       |                 | 25 mai 20199     |                  |
| ICGS Sajag   | 20       |                 | 14 novembre 2019 |                  |
| ICGS ?       |          |                 |                  |                  |

## Galerie

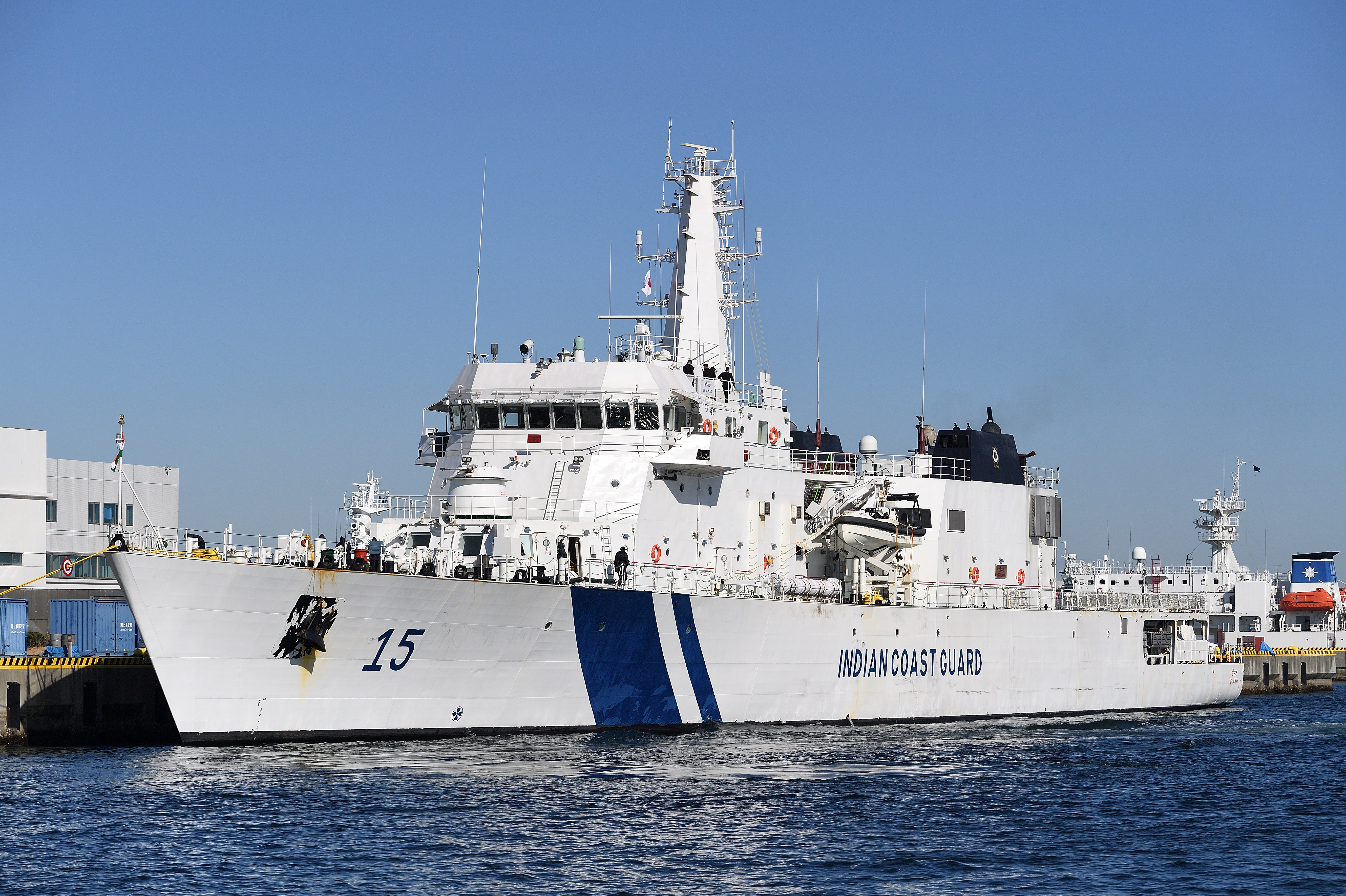
ICGS Shaunak
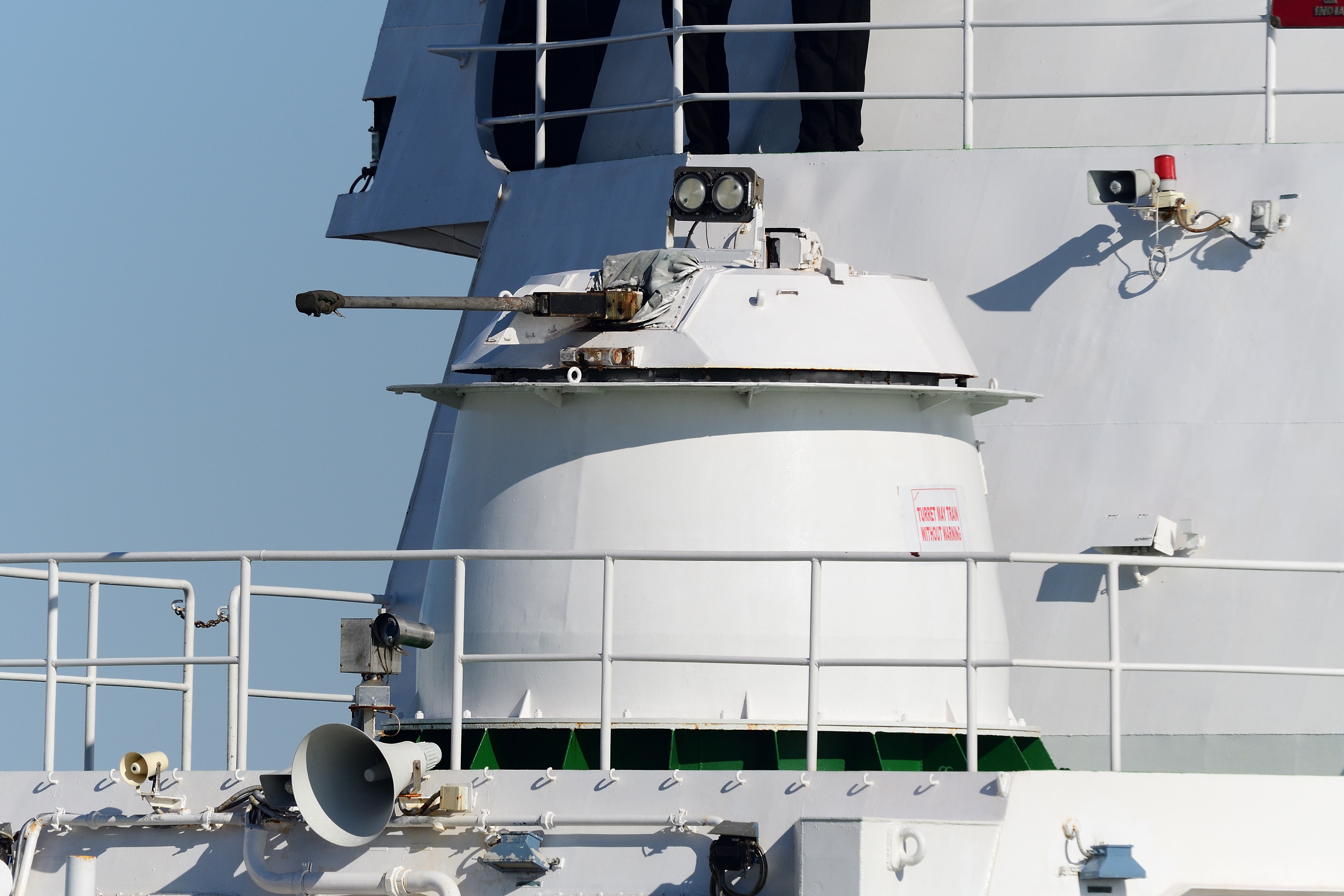
Canon naval 30 mm CRN-91
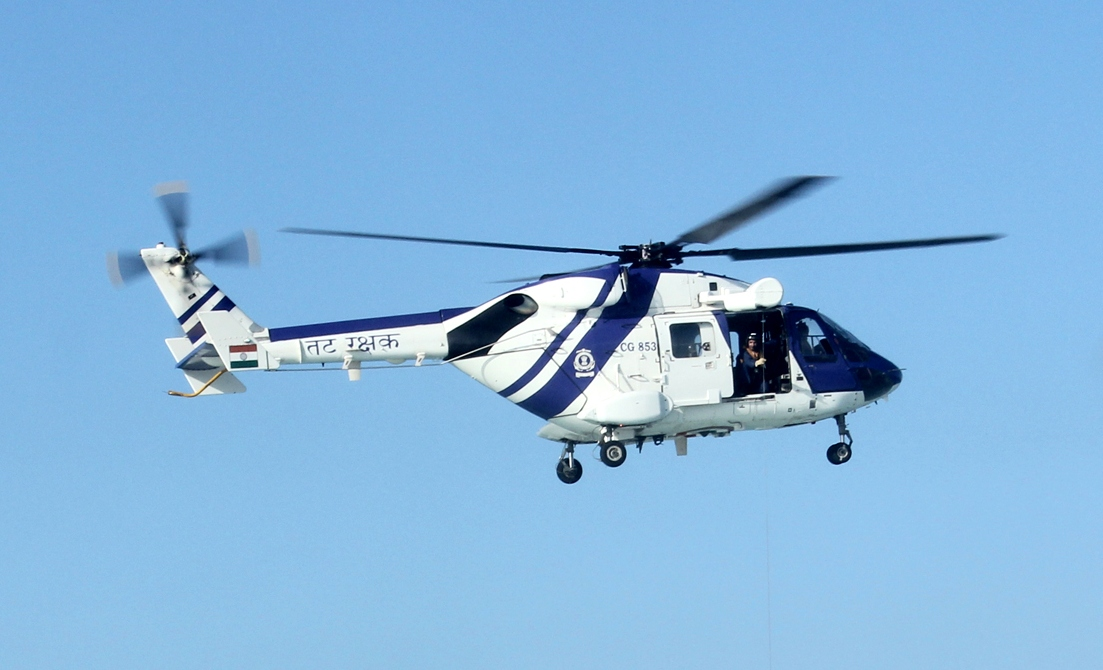
Hélicoptère HAL Dhruv

## Crédits
- (en) Cet article est partiellement ou en totalité issu de l’article de Wikipédia en anglais intitulé « Samarth-class offshore patrol vessel » (voir la liste des auteurs).